# 赫雷姆亞奇
52°20′4″N 33°17′19″E / 52.33444°N 33.28861°E
赫雷姆亞奇（烏克蘭語：Грем'яч，或按俄語音譯為格列米亞奇）是一個位於烏克蘭北部切爾尼戈夫州的村莊，由諾夫霍羅德-錫韋爾斯基區負責管轄，始建於1604年，面積5.57平方公里，海拔高度145米，2022年人口900，人口密度每平方公里251.2人。